# 溴酸
溴酸的化学式为HBrO3，是溴的含氧酸之一，其中溴的氧化态为+5。它形成的盐类称为溴酸盐，衍生出的酸根离子称为“溴酸根”离子。固态溴酸及溴酸盐与氯酸/氯酸盐类似，都具有强氧化性，可与还原性物质剧烈反应。
溴酸是Belousov-Zhabotinsky振荡反应中的试剂之一。

## 製備
溴酸可以由硫酸跟溴酸鋇的反應製備而成。由於硫酸鋇是不溶於水的，所以可以直接傾析液體以取得溴酸。
Ba(BrO
3)
2 + H
2SO
4 → 2 HBrO
3 + BaSO
4

## 反應
由於溴酸是一種酸，所以可以跟鹼反應，生成相應的溴酸鹽。例如溴酸跟氫氧化鈣反應，可以製備溴酸鈣。